# Sondra raveni
Sondra raveni là một loài nhện trong họ Salticidae.
Loài này thuộc chi Sondra. Sondra raveni được Fred R. Wanless miêu tả năm 1988.